# Augustin Hofmann

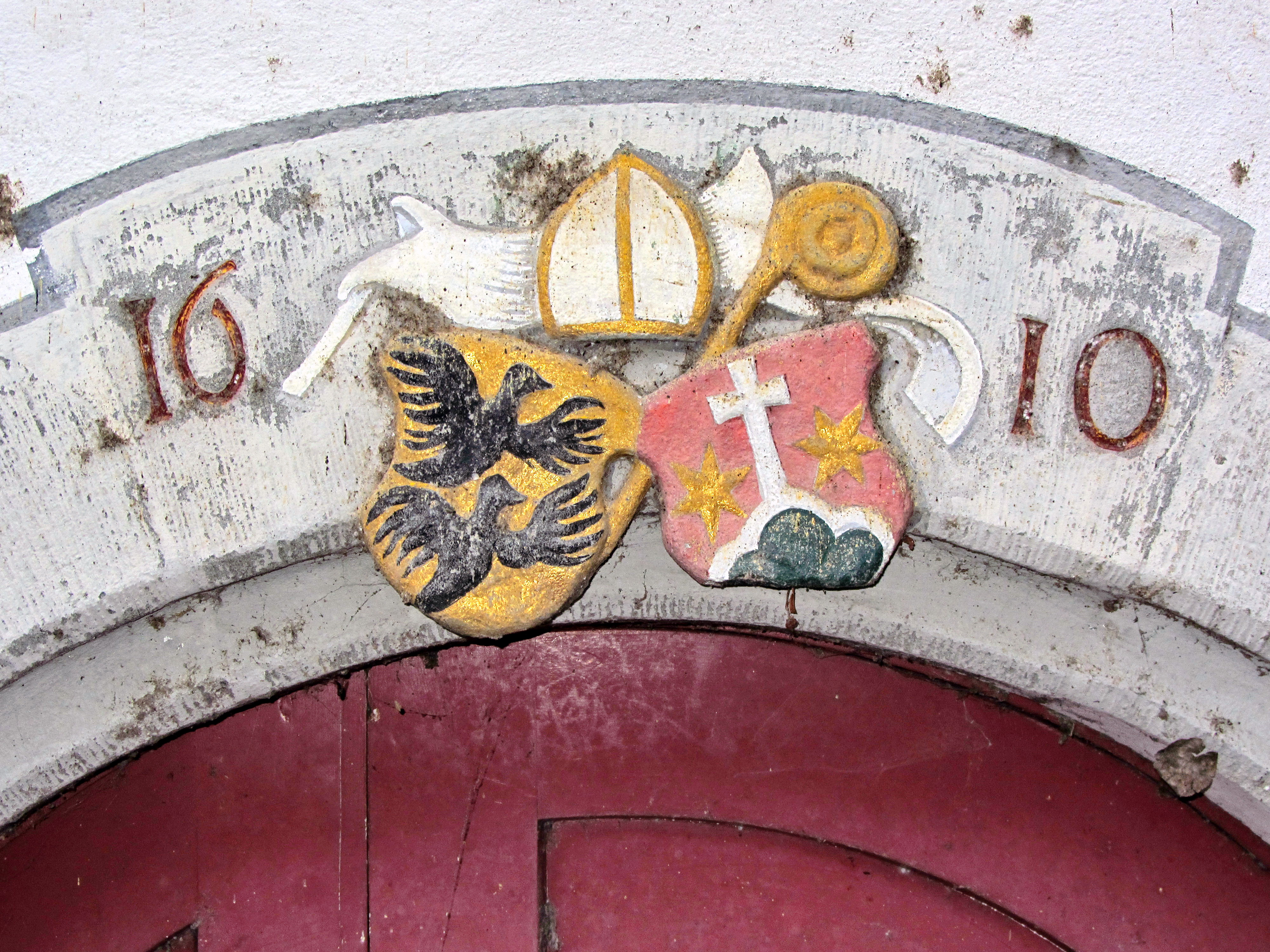
Wappen des Klosters Einsiedeln (links) und Amtswappen von Augustin Hofmann (rechts) über dem Einsiedlerhaus

Augustin Hofmann (auch Abt Augustin I. von Einsiedeln; * 1556 in Einsiedeln; † 2. März 1629 ebenda) war von 1600 bis 1629 der 39. Abt von Einsiedeln. 

## Leben
Hofmann wurde in Einsiedeln geboren und war Sohn eines Lehrers. Dieser wurde zunächst Schulleiter in Baden und kehrte anschliessend an die Klosterschule in Einsiedeln zurück. Hofmann selbst trat ins dortige Kloster ein, wo er 1572 seine Profess feierte. Nach dem Studium der Theologie folgte 1579 die Priesterweihe. Im Kloster Einsiedeln wurde er 1584 Subprior. Im darauffolgenden Jahr, 1585, erhielt er das Dekansamt. Ausserdem war er viele Jahre Stiftsorganist in Einsiedeln.
Hofmann wurde am 15. Oktober 1600 zum Abt des Klosters Einsiedeln gewählt und wird mitunter als zweiter Gründer des Klosters benannt. Zu seinen Verdiensten zählen die Neuordnung der Klosterverwaltung und die Festigung des klösterlichen Lebens. Er liess zudem von Christoph Hartmann eine Chronik des Klosters abfassen, beteiligte sich 1602 massgeblich an der Gründung der Schweizerischen Benediktinerkongregation und veranlasste im selben Jahr den Neubau der Stiftsbibliothek, die er in seiner Amtszeit weiter ausbaute. Er schickte darüber hinaus Mitglieder der Klostergemeinschaft auf Universitäten. Auch die Klosterkirche wurde während seiner Amtszeit umgestaltet. Daneben bemühte er sich um die Stärkung der Kirchenmusik im Kloster.
Hofmann liess in seiner Amtszeit das Frauenkloster Au bei Einsiedeln einweihen und erwarb 1623 die Herrschaften Gachnang und Freudenfels. Die Erwerbungen tätigte der Abt hauptsächlich um dem katholischen Glauben im Thurgau den Boden zu erhalten.
Abt Augustin konnte sich eines grossen Ansehens erfreuen, sodass es Bestrebungen gab ihn zum Bischof eines neu zu schaffenden Innerschweizer Bistums zu erheben, allerdings scheiterte dies am Widerstand des Konstanzer Fürstbischofs Jakob Fugger.

## Werke
Hofmanns Schriften sind hauptsächlich Handschriften. Gedruckt wurde von ihm lediglich in mehreren Auflagen Speculum poenitentiae oder Bußspiegel, d. i. Das Leben Mariä Magdalenä. Die erste Auflage davon erschien in Konstanz 1597.